# Häggås
Häggås is een gehucht binnen de Zweedse gemeente Dorotea. 
Het dorp ontstond gedurende de jaren 1760-1770 toen de eerste mensen zich hier vestigden onder leiding van rechter Hinrik Nillson Köbler. Häggås bestond na verloop van tijd uit twee kernen, waarbij de ene kern zich meer richtte op landbouw en veeteelt op de grote akkers; het andere dorp had bewoners die het moesten doen met kleine plaatselijke velden. Toen Häggås begin 19e eeuw op zijn hoogtepunt was woonden er zo’n 175 mensen rondom het dorp; velen vertrokken naar de “grote stad” en in 2009 woonden er ongeveer 20, een stijgend aantal ten opzichte van het dieptepunt van 14 inwoners. 
De onbewoonde gebouwen staan langzaam weg te kwijnen. Het dorp heeft een specifiek verkeersbord: Einde van de openbare weg.
Bestuurscentrum / Tätort: Dorotea
Småort: Avaträsk · Högland · Svanabyn · Västra Ormsjö
Overig: Bellvik · Borgafjäll · Fågelsta · Granåsen · Häggås · Korssele · Lajksjö · Lavsjö · Mårdsjö · Rajastrand · Risbäck · Storjola · Storbäck · Ullsjöberg · Östra Ormsjö